# Michele Tomasi
Michele Tomasi (Bolzano, Itália, 9 de julho de 1965) é um ministro católico romano italiano. Ele é Bispo de Treviso.

## Biografia
Nascido em Bolzano, na província autônoma de Bolzano e na diocese de Bolzano-Bressanone, em 9 de julho de 1965, é o caçula de três filhos.

### Formação sacerdotal e ministério
Depois de frequentar a escola primária em Bolzano e o ensino médio e o ensino médio clássico em Udine, onde seu pai trabalha, ele é aluno da Universidade Luigi Bocconi de Milão e se formou em disciplinas econômicas e sociais. Em 2017 obteve também o doutoramento em ética social na Universidade de Innsbruck.
Entrou no seminário maior de Bressanone em 1992, após um ano de serviço público, e em 28 de junho de 1998 foi ordenado sacerdote para a diocese de Bolzano-Bressanone na catedral de Bressanone por Dom Wilhelm Egger.
Após a ordenação presbiteral, durante oito anos foi primeiro colaborador paroquial e depois pároco na paróquia de Santo Spirito em Merano, sendo posteriormente nomeado responsável pela pastoral em italiano do decanato de Vipiteno, função que desempenhou até 2010.
No exercício destas funções paroquiais, desde 2000 é também professor de doutrina social no ateliê teológico acadêmico de Bressanone e, desde 2005, assistente espiritual das Associações Operárias Cristãs Italianas.
De 2007 a 2008 foi consultor espiritual da União Cristã de líderes empresariais.
Em 2010, Dom Karl Golser nomeou-o reitor do Seminário Maior de Bressanone, em substituição de Ivo Muser, e responsável diocesano da pastoral vocacional, enquanto em 2011 tornou-se cônego da catedral de Bressanone.
Em 2012 foi nomeado vigário geral de língua italiana até 2016, quando foi nomeado vigário episcopal para o clero.
Desde 2018 é assistente eclesiástico da associação "La Strada - Der Weg" e desde 2019 professor de moral social no Instituto Superior de Ciências Religiosas Romano Guardini de Trento.

### Ministério episcopal
Em 6 de julho de 2019, o Papa Francisco nomeou-o bispo de Treviso.; ele sucede ao arcebispo Gianfranco Agostino Gardin, que renunciou após atingir o limite de idade. No dia 14 de setembro seguinte recebeu a ordenação episcopal, na catedral de Bressanone, do bispo Ivo Muser, co-consagrando os arcebispos Lauro Tisi e Gianfranco Agostino Gardin. Toma posse da diocese no dia 6 de outubro na catedral de Treviso.
No domingo seguinte à sua entrada na diocese, como primeira visita segundo um antigo costume, preside uma celebração eucarística com a comunidade paroquial na catedral de Asolo.
Em 26 de setembro de 2020 conferiu a ordenação episcopal a Adriano Cevolotto, eleito bispo de Piacenza-Bobbio, até então vigário geral da diocese de Treviso.
Na Conferência Episcopal do Trivéneto é nomeado bispo delegado para a pastoral social e laboral, a justiça, a paz e a protecção da criação e para o desporto, o lazer e as peregrinações.
O Conselho Episcopal Permanente da Conferência Episcopal Italiana, reunido em Roma de 27 a 29 de setembro de 2021, nomeia-o membro e secretário da Comissão Episcopal para os problemas sociais e o trabalho, a justiça e a paz. O mesmo Conselho, que se reuniu em Roma de 23 a 25 de janeiro de 2023 para a sessão de inverno, nomeou-o membro do Comité Científico e organizador das semanas sociais dos católicos em Itália.

## Ordenações

### Ordenações episcopais
Foi o consagrante principal
- Adriano Cevolotto (2020)

E foi consagrante de:
- Giuliano Brugnotto (2022)
- Davide Carraro, P.I.M.E. (2024)